# 劲松三路站
劲松三路站是青岛地铁4号线的地铁车站，位于中华人民共和国山东省青岛市市北区辽阳西路与劲松三路交叉口东侧，于2022年12月26日开通。

## 车站结构
劲松三路站位于辽阳西路与劲松三路交叉口东侧，沿辽阳西路设置，呈东西走向，为地下两层岛式站台车站，车站长223.2米，车站地下一层为站厅层，地下二层为站台层，站台设置全高站台门。
| 地面              | 出入口 | B、C出入口 |
| 地下一层          | 站厅   | 客服中心、自动售票机、验票机                                                                                      |
| 地下二层          | 站台   | \| \| \| 4号线往人民会堂（洪山坡（妇儿医院）） \| \| 島式 · 開左邊车门 \| \| \| \| \| \| 4号线往大河东（埠西） \| |
|                   |        | 4号线往人民会堂（洪山坡（妇儿医院））                                                                             |
| 島式 · 開左邊车门 |        | |
|                   |        | 4号线往大河东（埠西）                                                                                             |

## 出入口
劲松三路站目前开放2个出入口，各出口及周围设施如下所示：
| 编号                | 指示                       | 建议前往的目的地         | 图片 |
| ------------------- | -------------------------- | ------------------------ | ---- |
| B · 出口            | 辽阳西路(南)               |                          |      |
| C · 出口 · （设有） | 劲松三路(东)，辽阳西路(南) | 青岛市同安路小学(西校区) |      |
| 图例： 设有         |                            |                          |      |

## 接驳交通

### 公交车
- 浮山后小区：126路，216路环行，307路，308路，362路，370路，601路，602路，603路，629路
- 劲松三路辽阳西路：307路，381路，603路，631路

## 车站历史
本站工程名与正式站名均为劲松三路站，以车站西侧的劲松三路命名。
- 2021年10月24日，车站主体结构封顶[2]。
- 2022年12月26日，车站随4号线通车开通[1]。